# San Martín de Los Andes

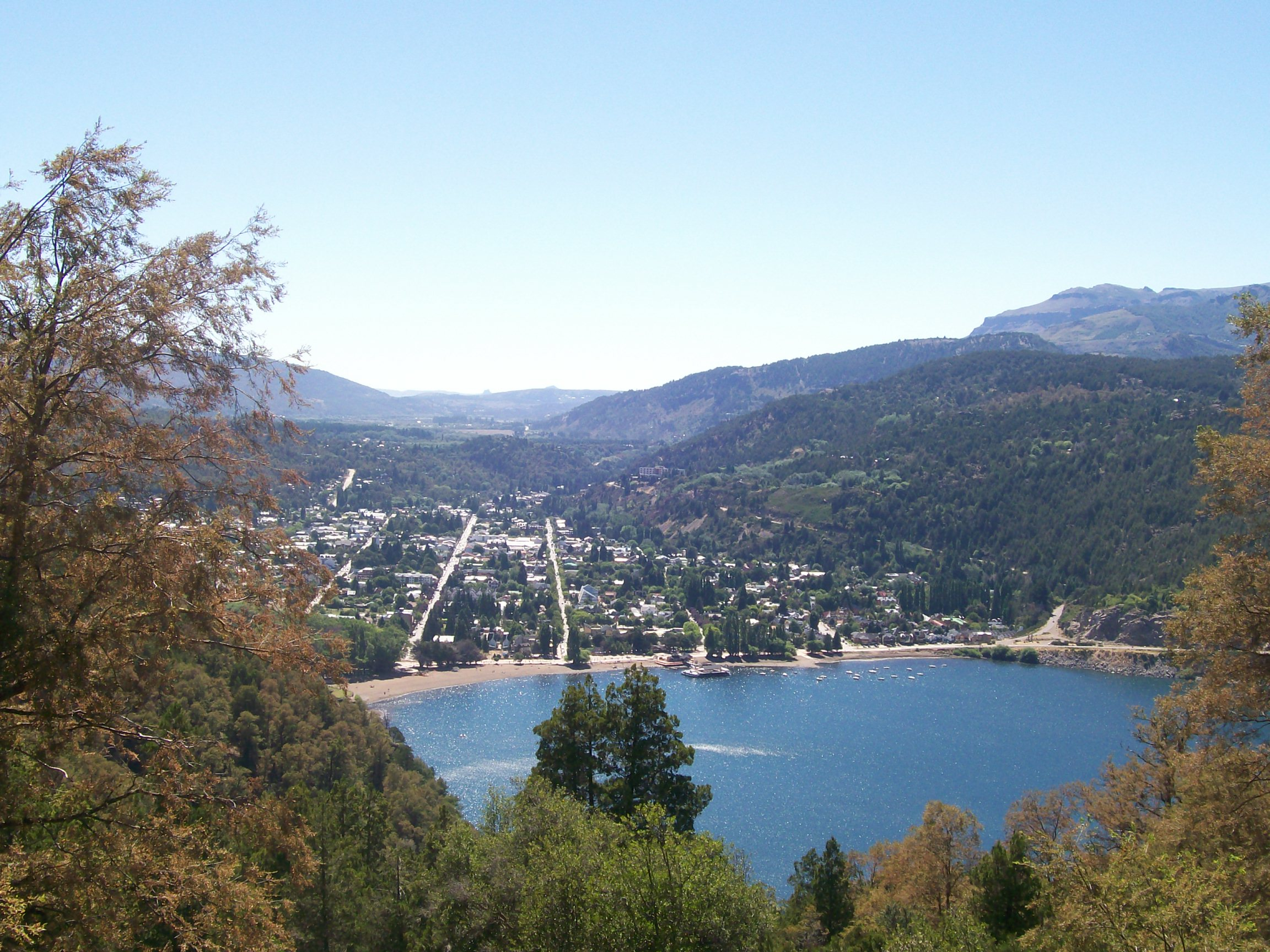
San Martín de Los Andes

San Martín de Los Andes é uma cidade da Argentina, localizada na província de Neuquén, nas margens do lago Lácar. É a localidade turística mais importante da sua província. Sua população, em 2001, era de 22 432 habitantes.
San Martín de los Andes fica no sudoeste da sua província, a 45 km da fronteira Argentina-Chile e a 1300 km a sudoeste de Buenos Aires.